# كباريه (فلم)
كباريه هو فيلم دراما مصري من إنتاج عام 2008، من إخراج سامح عبد العزيز، وتأليف أحمد عبد الله، وبطولة مجموعة من النجوم أبرزهم صلاح عبد الله، وفتحي عبد الوهاب، وخالد الصاوي، وماجد الكدواني، وجومانا مراد، وهالة فاخر، ومحمد لطفي، وإدوارد، ودنيا سمير غانم. تدور أحداث الفيلم داخل كباريه يعرض حالة التناقض والازدواجية الكبيرة التي يعيشها بعض الأفراد في المجتمع المصري بين الثراء الفاحش والفقر الشديد، بين السعادة الظاهرية وبين البؤس المكنون داخل الأجساد.

## قصة الفيلم
تدور أحداث الفيلم في ليلة واحد داخل الكباريه الذي يديره صاحبه «المتدين» (صلاح عبد الله) الذي ورثه عن والده. ويحتضن هذا الكباريه بين جدرانه مجموعة مختلفة من الشخصيات والأحداث كالمغني الوصولي (خالد الصاوي) صاحب الأغاني المبتذلة و (هالة فاخر) المنتجة العربية و (أحمد بدير) الجرسون الذي يصلي داخل الكباريه ويغادره في نهاية الفيلم.
يُناقش فيلم كباريه أحداث تمر بشخصياته خلال يوم كامل، عن طريق عدة نماذج مُختلفة بالمجتمع، تعمل أو ترتاد الكباريه، من خلال العلاقة بين العاملين في الكباريه طوال ليلة واحدة، مع الاستعانة بمَشاهد فلاش باك لتعريف المُشاهد بشخصيات الفيلم.
والفيلم يعتبر من الأفلام التي تقدم أكبر عدد ممكن من مشاهير الفنانين فهو يضم أكثر من 20 ممثل.

## طاقم التمثيل
- صلاح عبد الله: فؤاد حامد صاحب الكباريه بشخصيته المتناقضة فهو يدير الكباريه ولكنه يبتعد عن المحرمات من خمر ومخدرات ونساء
- ماجد الكدواني: خميس شقيق فؤاد حامد الذي يقسو عليه فؤاد بعد استيلائه علي نصيبه في الكباريه ويتركه يعمل في حمام الكباريه
- خالد الصاوي: بلعوم المطرب الشعبي الذي وصل للنجومية بفضل سيدة عربية ثرية
- فتحي عبد الوهاب: شعلان متطرف دينيا يسعى لتفجير الكباريه ولكنه يفشل
- أحمد بدير: علام الجرسون الذي يصلي
- محمود الجندي: أمير الجماعة التي فجرت الكباريه
- محمد شرف: صابر نادل فقد قدمه
- محمد لطفي: فرعون بودي جارد ومجند سابق فقد صوته في أحد الحروب
- رانيا يوسف: شيماء زوجة بلعوم التي ترفض عمله في الكباريه
- سعيد طرابيك: والد شيماء
- جومانا مراد: ليلى فتاة ليل
- دنيا سمير غانم: بوسي/منى فتاة ليل
- إدوارد: أبو السعود مغني
- علاء مرسي: سيد نادل بالكباريه
- مي كساب: سعاد زوجة سيد
- عبد الإمام عبد الله: الزبون الخليجي
- هالة فاخر: أم حبشي منتجة عربية ثرية
- محمد الصاوي: صالح مذيع الكباريه
- نهى العمروسي: صابرين
- سليمان عيد: العريس
- ضياء عبد الخالق: إسماعيل مفجر الكباريه بعد فشل شعلان

## وصلات خارجية
- مقالات تستعمل روابط فنية بلا صلة مع ويكي بيانات
- صفحة الفيلم علي موقع فيلفان